# Мазаїнас
Мазаїнас (італ. Masainas, сард. Masainas) — муніципалітет в Італії, у регіоні Сардинія,  провінція Карбонія-Іглезіас.
Мазаїнас розташований на відстані близько 460 км на південний захід від Рима, 50 км на південний захід від Кальярі, 15 км на південний схід від Карбонії, 31 км на південь від Іглезіас.
Населення — 1316 осіб (2014).
Щорічний фестиваль відбувається 24 червня. Покровитель — святий Іван Хреститель.

## Демографія
Населення за роками:

Станом на 1 січня 2023 року в муніципалітеті офіційно проживали 24 іноземці з 9 країн, серед них 11 громадян країн Євросоюзу та 1 громадянин України.

## Сусідні муніципалітети
- Джиба
- Пішинас
- Сант'Анна-Аррезі
- Теулада